# Technique de montage en surface
Pour les articles homonymes, voir SMT.
La technique de montage en surface (TMS, de l'anglais surface-mount technology, SMT) est une technique qui permet de fixer des composants électroniques à la surface d'un circuit imprimé à l'aide de brasure ou de colle, par opposition à la méthode dite traditionnelle qui consiste à utiliser des trous du circuit imprimé.
Cette technique de câblage utilise des composants spécifiques appelés composants montés en surface (CMS, de l'anglais surface mounted components ou SMC). Ceux-ci possèdent des pattes plus courtes, ou des surfaces conductrices remplaçant les connexions, à la différence des composants traversants qui sont insérés dans les trous de connexion du circuit imprimé.
Le produit fini est la carte électronique complète, appelée en anglais printed circuit board (PCB).

## Historique

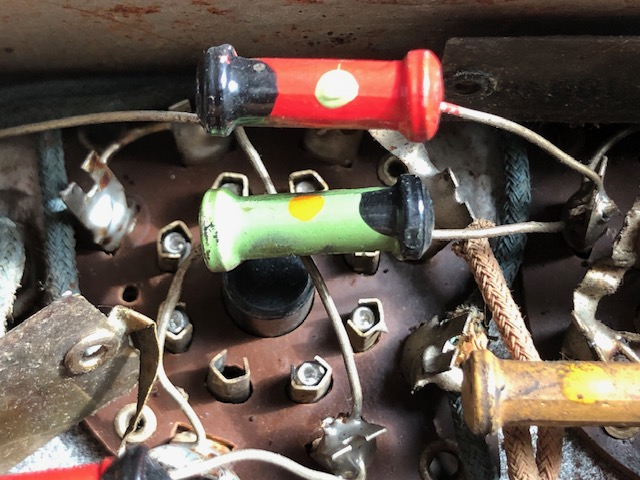
Câblage de composants filaires sur cosses dans un poste de radio des années 50

Jusqu’à la fin des années 50, les composants sont brasés sur des barrettes à cosses à l’aide de fers à souder. Une résistance, par exemple, est équipée de terminaisons filaires. Les tubes à vide sont insérés  sur des supports. Les circuits intégrés n’existent pas en production.
Dans les années 60, avec le besoin de produits de grandes séries (postes à transistors, téléviseurs, etc.) le circuit imprimé est massivement employé. La connexion entre composants est assurée par des pistes de cuivre. La pose des composants sur le circuit imprimé se fait à la main, à une vitesse de l’ordre de 600 composants à l'heure environ.

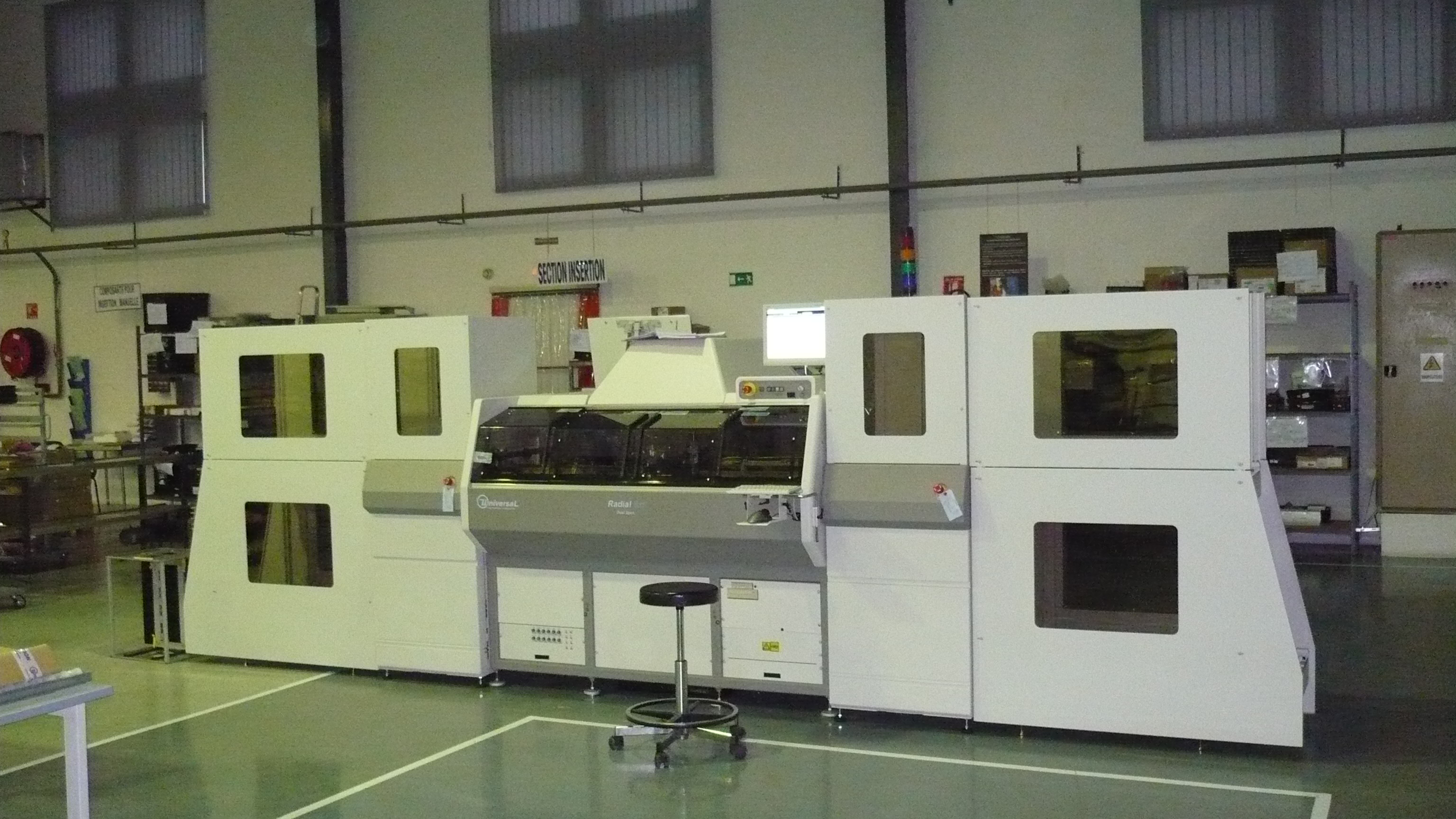
Équipement d'insertion automatique des composants radiaux équipé des stations de chargement - déchargement automatique.

Dans l’objectif d’augmenter les capacités de production, les machines d’insertion automatique sont apparues dans les années 60. Elles atteignent à la fin des années 70 des vitesses de pose de l’ordre de 3000 composants par heure pour les machines à simple tête, 6000 composants par heure pour les machines double-têtes, qui posent deux composants simultanément sur deux circuits imprimés identiques. Les machines sont dédiées aux composants axiaux (typiquement : les résistances) ou aux composants radiaux (condensateurs, LED, etc.). Les marques TDK (Japon), Universal, USM, (États-Unis) apparaissent dans les usines. Un seul opérateur suffit à assurer l'approvisionnement en bobines de composants. Le brasage des composants se fait désormais automatiquement à la vague compte tenu de l’augmentation du nombre de points de brasage à réaliser.
Dans les années 80, les CMS apparaissent dans les usines fabriquant des produits en série. Du fait de leur petite taille, leur pose manuelle est bien plus lente que pour les composants traversants. De plus, leurs faibles dimensions réduisent la surface de marquage, rendant leur identification plus difficile par les opérateurs de production. Leur apparition se fait donc de pair avec les équipements de pose automatiques. Les machines Europlacer, Fuji, Juki, Panasonic, Siemens, etc. entrent dans les usines. Les vitesses de pose de ces machines sont de l’ordre de 5 à 20 000 composants par heure pour les machines « pick-and-place » posant un composant à la fois. La technologie utilisée dans un premier temps est majoritairement la filière collage.
La téléphonie mobile en se développant génère un besoin en très grandes séries de produits de plus en plus compacts. Solectron, un grand nom de la sous-traitance mondiale, s'implante en France en 1992 en reprenant le site IBM de Canéjan et propose sur le marché des capacités de production très importantes au regard des sous-traitants historiques (Erulec, Sofrel, Cofidur, etc.). Ces sociétés de sous-traitance électronique, pour rester sur le marché, doivent investir dans les équipements de fabrication de la filière CMS. Les grands industriels (Bull, Sagem, Alcatel, etc.) sont moteurs dans l'évolution pour maintenir un temps leurs usines. Les besoins en investissements provoqués par le déploiement de cette technologie provoquent un bouleversement de l'industrie électronique en France.
Dans la foulée apparaissent les équipements spécialisés pour les composants simples (les chips) à grande cadence, grâce à des systèmes de prise de composants en barillet : (exemple : CP6 Fuji) ces chip-shooters sont associés à des équipements de grande précision plus lents posant les circuits intégrés complexes, pour constituer des lignes de machines équilibrées en termes de cadence de pose. Les vitesses dépassent alors les 50 000 composants par heure. La pose de la crème à braser faite en ligne, la refusion faite dans des fours tunnels et les équipements de test optique (AOI - Automatic Optical Inspection) et à rayons X (AXI - Automatic X-ray Inspection) permettent d’atteindre des niveaux de nombre de défauts de placement inférieur aux 10 ppm. (Parties par million) 
Les composants ont vu leur taille continuer de diminuer progressivement (on trouve aujourd'hui couramment des résistances qui mesurent 0,04 × 0,02 pouces). Le besoin de maîtriser la mise en œuvre de ces composants a nécessité une augmentation du niveau technique des services d'encadrement de la production : Méthodes, Maintenance, Qualité.
En France, la part "valeur ajoutée" du coût de revient d’une carte électronique destinée au marché industriel est de l’ordre de 20 % en 2020. Les 80 % restants sont constitués du prix d'achat des composants et de leur coût de gestion.

### Directive européenne 2002/95/CE - RoHS
La transition vers l'application de la directive européenne 2002/95/CE - RoHS - bannissement du Plomb, Chrome hexavalent, Mercure, Cadmium, PBB et PBDE.
Sans parler de la miniaturisation et de l'intégration de fonctions électroniques de plus en plus puissantes dans les composants, l'évolution majeure des années 2000 est le passage de l'industrie électronique au « sans plomb ».
L'avantage du plomb était notamment d'abaisser la température de fusion des alliages d'étain (environ 183°C pour un Sn63Pb37). Les nouveaux alliages sont couramment à base d'étain, argent et cuivre (SnAgCu) : leur température de fusion est plus haute (environ 217°C pour un Sn96,5Ag3Cu0,5).
Cette augmentation de température a plusieurs conséquences :
- Des problèmes d'ordre technique pour les fabricants de composants, ceux-ci devant pouvoir supporter des températures plus élevées et des chocs thermiques plus importants ;
- Une gestion compliquée à mettre en œuvre pour la phase de transition et donc la mixité des composants prévus pour le « sans plomb » et les autres ;
- Les problèmes d'obsolescence de composants en fin de vie qui ne seront pas adaptés au « sans plomb » faute de débouchés commerciaux ;
- Des consommations d'énergie plus importantes (de 10 à 20 %), compte tenu de l'augmentation des températures de refusion ;
- Une requalification systématique des processus de fabrication s'avère également nécessaire.

## Procédé d’assemblage

### Environnement
La maîtrise de l'environnement a pour but de réduire les dispersions dans les résultats des équipements.
Les ateliers de fabrication dédiés aux CMS sont maintenus à température constante. Le degré d'hygrométrie doit être suivi.
Les locaux sont traités contre l'effet des décharges électrostatiques car les composants VLSI y sont particulièrement sensibles : Du fait de la très petite section des conducteurs internes, une décharge électrostatique causée par un contact avec une personne non protégée peu faire fondre un conducteur et détériorer le composant.
Le sol est recouvert d'un produit dissipatif relié à la terre.
Les équipements (électriques ou non) reliés à la terre, tous les outils et accessoires recouverts d'un vernis conducteur, les opérateurs portent des blouses et des chaussures antistatiques. Les composants eux-mêmes sont stockés dans des contenants dissipatifs.
Les visiteurs sont équipés de talonnettes et de blouses, et toute personne entrant dans la zone doit se tester sur un appareil dédié.

### Préparation
Les composants sont étuvés pour les sécher, en prévention de l’effet pop-corn: c’est la vaporisation de la vapeur d’eau contenue dans les interstices des composants lors de la montée rapide en température au moment du brasage, amenant la destruction du composant. Les composants les plus complexes (microprocesseurs, par exemple) sont les plus sensibles et sont stockés en armoire sèche pour éviter les reprises d’humidité. Pour ce type de composant, le temps passé en dehors de l’armoire est limité et surveillé.
Les circuits imprimés sont également étuvés car leur structure favorise l’absorption d’humidité. Lors de la vaporisation de l’humidité provoquée par la montée en température au moment du brasage, la déformation peut causer une rupture des trous métallisés réalisant les liaisons  électriques entre les couches. Un lot de circuit imprimé stocké à température ambiante perd 5% de son poids lorsqu’il est étuvé à 80% durant 24 heures.
L’étuvage des circuits imprimés est toutefois controversé : S’il est trop long (plus de 24 heures), il dégrade la brasabilité du circuit. Les finitions Étain - Argent sont plus sensibles à ce phénomène.
Les bobines de composants sont montées sur les machines de report. Les composants VLSI sont stockés en plateaux. Les références des composants et leur date-code de lot de fabrication sont enregistrés en regard du numéro de lot de fabrication de la carte (traçabilité au lot), ou du numéro de série de la carte (traçabilité unitaire) pour prévenir les confusions de référence et assurer la traçabilité.
La crème à braser (stockée en réfrigérateur) est brassée pour la rendre homogène. Elle est constituée de billes d’alliage et d’un flux de nettoyage, et les billes, plus lourdes, ont tendance à se déposer au bas du pot. Elle est amenée à la température d’utilisation (en général 20°c) pour avoir la viscosité prévue. Là aussi la traçabilité du numéro de lot de crème à braser est assurée.
Les fichiers de configuration des équipements constituant la ligne d’assemblage sont chargés. En 2020, la plupart des fichiers des machines de placement, de contrôle et de test sont générés automatiquement à partir des données issues des logiciels de CAO. La traçabilité des indices des fichiers est enregistrée.

### Dépose de la colle (brasage à la vague seulement)
Dans le cas des grandes séries, la colle (mono ou bi-composant) est déposée a l’aide d’un écran à l’identique de la crème à braser (voir ci-dessous).

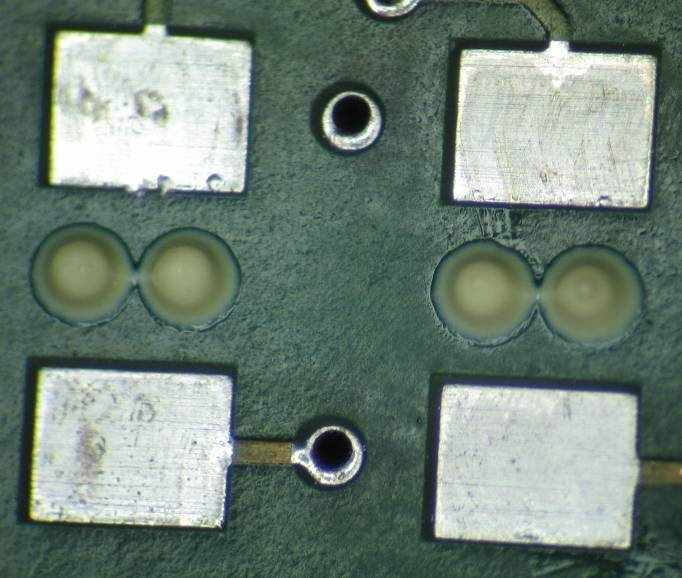
Points de colle

Pour les plus petites séries, la colle est déposée à la seringue par un équipement qui dépose un ou plusieurs point de colle à l’emplacement de chaque composant, ou une aiguille est trempée dans la colle, puis amenée au contact du circuit, en une séquence dont la durée dépend du nombre de composants.
La pose de colle à la seringue peut également être faite manuellement à l’aide d’un dispenser, pour réaliser des prototypes ou les fabrications unitaires.

### Dépose de la crème à braser (brasage par refusion seulement)
La crème à braser est constituée notamment de billes d’alliage de brasage.
Jusqu’à l’apparition des directives RoHS les alliages étaient majoritairement de 62% d’étain, 36% de plomb et 2% d’argent ce qui correspond au point eutectique de l’alliage Sn-Pb-Ag (179°c). Cet alliage est également compatible avec la métallisation des composants, et la présence d'argent permet de saturer l'alliage de brasage en argent et d'éviter la migration de l'argent des condensateurs à armatures argent-palladium vers le joint de brasure.
Les problèmes de migration sont contenus par l'intégration d'une barrière de nickel dans les composants chips.
Depuis l’apparition des directives RoHS en 2003, les alliages au plomb ont été remplacés par des alliages Sn-Ag-Cu, sauf pour les secteurs nécessitant des qualifications longues (aéronautique, par exemple)
Exemple d'alliage fréquemment utilisé : 96.5%Sn/3.0%Ag/0.5%Cu, désignation commerciale : SAC305, température de fusion : 217 °c.
- Des crèmes contenant plus de plomb peuvent être utilisées pour obtenir des joints brasés résistant aux hautes températures. Exemple d'alliage: Pb92.5% - Sn5% - Ag2.5%, pour une température de fusion de 300°c.
- Des crèmes contenant des alliages au Bismuth SnBiAg (Sn 42% - Bi 57.6% - Ag 0.4%)  peuvent être utilisées pour mettre en œuvre de plus faibles température (155 à 180 °c) et économiser de l’énergie. Ces alliages vont de pair avec l'utilisation de composants adaptés.

#### Dépose à la seringue
Un volume de brasure est déposé par une seringue sous pression sur chaque plot de brasage. Cette technique ne permet pas de déposer un volume très régulier de crème à braser et présente des temps d’opération très longs, mais est adaptée aux très petites séries car elle peut être mise en œuvre sans attendre le délai de fabrication d’un écran.

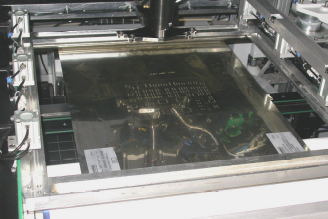
Ecran de sérigraphie métallique

#### Dépose à l’aide d’un écran
Par une technique de sérigraphie, la crème à braser est déposée sur un écran formé d’une feuille métallique à l’épaisseur calibrée, puis raclée. Le volume de crème a braser est égal à la surface de l’ouverture dans l’écran multipliée par son épaisseur.
Le volume d’alliage affecté à une connexion est donc déterminé par l’épaisseur de l’écran, qui est en général identique pour tous les composants de la surface du circuit imprimé. Ce volume est modulé par la surface du plot de crème, qui est en général plus petite que celle du plot de cuivre, ou plus grande, pour le technique appelée over printing.
Certains écrans présentent plusieurs épaisseurs (en général  2) et sont dits « étagés » pour adapter le volume de crème à braser à certaines familles de composant. En contrepartie, l’usure des racles est plus rapide avec ce type d’écran.

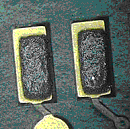
Dépôt de crème à braser. La surface couverte est inférieure à la plage cuivrée.

Le volume d’alliage va déterminer la forme du joint brasé, qui doit répondre à des critères de continuité du joint, de remontée de soudure, etc. La norme IPCA-610, par exemple, liste les valeurs acceptables pour chaque critère.
L’étape de pose de la crème à braser est un point sensible du processus. On considère en 2020 que 75% des défauts détectés en fin de procédé ont la sérigraphie pour cause racine.

### Report des composants
Le report des composants désigne l’opération qui consiste à les déposer sur un point de colle ou sur les plots de crème à braser.

#### Pose manuelle
Les composants sont saisis à l’aide d’une pince ou d’une ventouse, puis posés à leur place. Cette méthode, lente et peu précise est utilisée pour la fabrication de prototypes ou de très petites séries.

#### Pose automatique
Les équipements de pose automatique déroulent la séquence suivante :
- Prise du composant, en général par une buse d'aspiration adaptée à la taille du composant ;
- Mesure de la valeur du composant (cette fonction n'est pas disponible sur tous les équipements) ;
- Vérification de sa géométrie pour mettre de côté les composants à pattes tordues, par exemple ;
- Orientation du composant ;
- Positionnement sur la carte.Ligne de pose de composants montés en surface (CMS). A droite l'équipement de sérigraphie, puis 3 stations de pose et à gauche au fond le four de refusion.

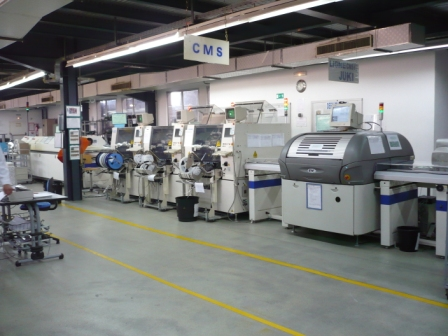
Ligne de pose de composants montés en surface (CMS). A droite l'équipement de sérigraphie, puis 3 stations de pose et à gauche au fond le four de refusion.

Il faut noter que le mouvement de la tête porte-composant comporte une translation horizontale, deux translations verticales et une rotation. Ces mouvements sont calculés à partir d’une image de la position initiale du composant prise par une caméra, et de la position de destination. La vitesse de pose a augmenté (entre autres) avec l’amélioration des systèmes de traitement des images.
Les lignes d’équipements sont modulaires : plusieurs modules identiques montés en série se partagent les composants à poser, en travaillant en même temps. Les vitesses de pose atteintes peuvent être de l’ordre d’un million de composants par heure. L’optimisation des chargements des machines est guidée par logiciel. Par exemple, un composant posé en double exemplaire peut être posé par deux stations distinctes, ou être alimenté par deux bobines, pour diminuer la fréquence des interventions des opérateurs.
La ligne peut comporter deux convoyeurs parallèles pour placer les composants sur la face 1 sur un convoyeur, sur la face 2 sur l’autre.

### Méthodes de brasage

#### Brasage par refusion

##### Le procédé
La refusion dure trois phases :
- La montée en température initiale, où les flux synthétiques contenus dans la crème à braser sont activés et décapent les parties à braser. Durée : 3 minutes environ. À l’issue de cette phase, le circuit imprimé est à la température de fusion de l’alliage.
- Le maintien en température, (une à deux minutes à une température de l’ordre de 240°C) durant lesquelles les billes de la crème à braser sont en fusion.
- La baisse de température et le retour à la température ambiante, (cinq a dix minutes) dont la pente doit être maîtrisée pour éviter les craquelures et la génération de whisquers (croissances cristallines de fil d'alliage pouvant créer des courts-circuits plusieurs mois ou année après la fabrication).

Ces durées sont indicatives : elles dépendent du fabricant de la crème à braser. La précision et la régularité du profil de température sont très importantes pour assurer un résultat constant et un niveau de conformité acceptable. Le profil d’une carte est déterminé à partir d’un profil standard proposé par le fabricant de crème à braser, puis adapté aux caractéristiques thermiques de la carte.
Certains fours sont équipés d’un dispositif assurant une atmosphère d’azote, pour limiter les risques d’oxydation.
À noter : certains composants (piles, batteries, condensateurs chimiques, etc.) ne supportent pas les températures supérieures à 200°C atteintes lors de la refusion et doivent être posés après l’opération de brasage.

##### Moyens utilisés
Four tunnel chauffant par infra-rouge, par convection ou par une combinaison des deux modes. Le nombre de zones internes (6 à 12) détermine l’aspect de la courbe de température.
Le four ´phase vapeur’ où la séquence est un déplacement aller/retour des circuits vers une zone où la température de fusion est atteinte.

#### Brasage à la vague
Cette méthode implique que la colle soit polymérisée après la pose des composants, par passage en four tunnel ou étuve à une température de 110°c environ.
Dans le cas de technologie mixte (traditionnel + CMS) les composants traditionnels sont insérés après la polymérisation, ce qui nécessite de protéger les cartes contre les chocs mécaniques durant l’insertion manuelle et les manutentions.
Séquence opératoire :
- Les cartes sont engagées dans un équipement de brasage directement sur un convoyeur ou par l’intermédiaire d’un cadre support à doigts à une vitesse proche de 1 m par minute. Ces parties sont généralement en titane, matériau sur lequel l’alliage d’étain n’accroche pas.
- Dépose  d’un flux collofanique (nettoyage à l’alcool) ou synthétique hydrosoluble (nettoyage à l’eau ou sans nettoyage) par spray ou par mousseur.
- Montée en température pour activer le flux, et amortir le choc thermique lors du contact avec la vague. Généralement le chauffage se fait à l’aide de résistances IR.
- La carte effleure une première vague d’alliage dite turbulente qui vient déposer de l’alliage sur toutes les parties métalliques, en générant des courts-circuits. Dans les équipements destinés uniquement à la technologie traversante, cette vague n’est pas utilisée.
- La carte effleure ensuite une vague plane, qui supprime les courts-circuits.
- Retour à la température ambiante sous ventilation.

Ce type d’équipement nécessite de maintenir à 230°c environ de 400 à 600kg d’alliage, ce qui consomme beaucoup d’énergie lors des coupures de production, le week-end, par exemple.
Tous les composants ne supportent  pas le nettoyage qui se fait au solvant ou à l’eau avec utilisation d’ultrasons (relais, quartz, etc.)  Ces composants doivent être posés lors de l’étape dite de finition.
Certains équipements assurent le brasage dans une atmosphère azotée, pour limiter les risques d’oxydation.
Des flux à faible taux de contamination résiduel ont été mis sur le marché, qui sont en partie éliminés par la vague d’alliage.
Un compromis doit être trouvé entre l’amélioration de la brasabilité et le taux de contamination résiduelle en cas d’utilisation de flux sans nettoyage.
La maîtrise du niveau de conformité en sortie de vague est difficile a atteindre du fait des multiples paramètres influant sur le résultat de l’opération : température ambiante, hygrométrie, pression atmosphérique, géométrie du circuit imprimé, répartition des masses thermiques, etc.

#### La combinaison des modes (double refusion)
Depuis l’apparition des CMS, la proportion des composants traversants n’a cessé de diminuer pour des raisons économique, de disponibilité des composants et de miniaturisation.
La résistance aux sollicitations mécaniques n’est pas un argument pour maintenir des composants traditionnel : les bonnes pratiques en implantation exigent que les composants soumis aux contraintes mécaniques soient maintenus par des organes mécaniques spécifiques : pions de centrages, assemblages vis-écrous, etc.
Les différents mix technologiques ont été au fil du temps :
- Traditionnels face 1 + CMS filière colle face 2,
- Traditionnel face 1 + CMS refusion face 1,
- Traditionnel face 1 + CMS refusion face 1 + CMS filière colle face 2,
- Traditionnel face 1 + CMS refusion face 1 + CMS refusion face 2,

### Contrôle
L'augmentation de la densité des composants impose le test automatique, les cartes électroniques du domaine industriel peuvent comporter plusieurs centaines de composants, les cartes comportant des systèmes complexes peuvent comporter plusieurs milliers de composants (cartes mères des PC, par exemple).
Le contrôle des cartes s’effectue à l'aide d’équipements AOI (Automatic Optical Inspection) Le contrôle visuel est devenu hors de portée des humains. Les critères de la qualité des cartes électroniques, y compris la pose des composants montés en surface (CMS), sont proposés par des organismes indépendants des fabricants. Par exemple : IPC
L’accessibilité des connexions des composants est rendue plus difficile du fait de la petite taille des composants, et impose la présence de plots de test sur le circuit imprimé, à l’endroit où les sondes des testeurs viennent se connecter au circuit.

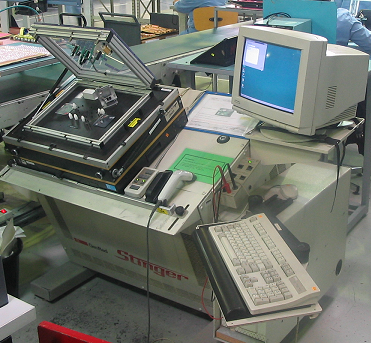
Testeur In Situ

Comme pour les composants traditionnels, le test électrique se fait en deux phases : d’abord le test In-situ, qui vient mesurer les impédances entre les équipotentiels du circuit imprimé, puis le test fonctionnel, qui vérifie le fonctionnement sous-tension de la carte, en fonction des stimuli délivrés sur les entrées de celle-ci. Ces équipements de test sont coûteux, les interfaces avec les cartes sont propres à chaque circuit imprimé et leur emploi nécessite des investissements importants.
Le contrôle des brasures nécessite l’emploi d’équipements de vision à rayons X, qui peuvent être des équipements automatiques (on parle alors d’AXI, pour automatic X-ray Inspection). Là aussi le coût des équipements a mettre en œuvre n’est justifié que pour les séries.

### Réparation
Le remplacement d’un composant monté en surface se fait à l’aide d’une station de travail qui généralement souffle de l’air chaud pour amener les joints brasés à l’état liquide, et est munie d’un dispositif de saisie des composants (pinces mécaniques ou buse aspirante de type ventouse) pour enlever le composant non-conforme et replacer un composant neuf.